# Amor Jebali
  Amor Jebali    (La Marsa, 24 de desembre de 1956) és un exfutbolista tunisià de la dècada de 1970.
Fou internacional amb la selecció de Tunisia amb la qual participà en la Copa del Món de futbol de 1978.
Pel que fa a clubs, destacà a Avenir Sportif de La Marsa.